# Killing (fotonovela)
Killing, también conocido como Kiling, Kilink, Sadistik y Satanik, es una fotonovela italiana publicada entre 1966 y 1969 e inspirada en el personaje de fumetto nero llamado Kriminal. El protagonista homónimo se presenta como un asesino amoral que utiliza cualquier medio para lograr sus perversos fines. La violencia y el erotismo, clásicos elementos tomados del fumetto nero, se expresan en esta fotonovela en todo su esplendor. En la historia aparecen dos personajes secundarios que se volvieron tan populares como el protagonista: Dana, la bonita compañera del protagonista y el Inspector Mercier, un implacable enemigo de Killing.

## Argumento
Killing es un criminal cruel, totalmente despiadado, quien fue retratado a lo largo de la serie -sin acreditar- por Aldo Agliata. Enfundado con un traje blanco y negro inspirado en un esqueleto humano (diseñado por el maestro de los efectos especiales cinematográficos Carlo Rambaldi), mata a otros criminales sin arrepentimiento, y a menudo les roba el botín que los mismos criminales ya habían robado. Killing crea máscaras con una sustancia parecida a la carne para imitar a sus víctimas, y sus métodos de asesinato son brutales y sádicos; las escabrosas portadas e historias de la fotonovela a menudo lo presentan atacando, torturando y asesinando a mujeres con poca ropa.
Los personajes secundarios incluyen a la amante de Killing, Dana (interpretada por la actriz Luciana Paoli), la única persona que lo ha visto desenmascarado, y al inspector Mercier (actor Dario Michaelis), un oficial de policía decidido que siempre falla en atrapar y detener a Killing por sus crímenes. La serie también contó con un grupo rotativo de actores que también aparecieron en muchos spaghetti westerns europeos, al igual que también en películas de espías, peplums, giallos y películas de explotación de la época.
El personaje de Killing se inspiró en varios personajes anteriores de la ficción «pulp» francesa e italiana, incluidos Fantômas, Diabolik y especialmente Kriminal. Los libros de Killing, sin embargo, eran mucho más violentos y sexualmente explícitos que los de sus predecesores.

## Trayectoria editorial
En Francia el personaje adoptó el nombre de Satanik, que justamente es el nombre de otro cómic italiano del género de horror.
Killing se publica en español a través de la editorial argentina Record en 1971, y luego en inglés por primera vez bajo el título de Sadistik, rodándose un documental sobre el personaje llamado The Diabolikal Super-Kriminal.